# Saint-Prest
 Saint-Prest  es una población y comuna francesa, en la región de Centro, departamento de Eure y Loir, en el distrito de Chartres y cantón de Chartres-Nord-Est.

## Demografía
| 991 | 1118 | 1224 | 1483 | 2200 | 2260 | 2093 |
| Para los censos de 1962 a 1999 la población legal corresponde a la población sin duplicidades (Fuente: INSEE [Consultar]) |      |      |      |      |      |      |